# Luftflotte 1
Luftflotte 1 foi um dos corpos aéreos da Luftwaffe que combateu durante a Segunda Guerra Mundial tendo sido formado no dia 1 de Fevereiro de 1939 a partir do Luftwaffengruppenkommando 1 em Berlim.

## Oberbefehlshaber
| Comandante                             | Data                                           |
| -------------------------------------- | ---------------------------------------------- |
| Generalfeldmarschall Albert Kesselring | 1 de Fevereiro de 1939 - 11 de Janeiro de 1940 |
| Generaloberst Hans-Jürgen Stumpff      | 12 de Janeiro de 1940 - 10 de Maio de 1940     |
| General Wilhelm Wimmer                 | 11 de Maio de 1940 - 19 de Agosto de 1940      |
| Generaloberst Alfred Keller            | 20 de Agosto de 1940 - 12 de Junho de 1943     |
| Generaloberst Günther Korten           | 12 de Junho de 1943 - 23 de Agosto de 1943     |
| General Kurt Pflugbeil                 | 24 de Agosto de 1943 - 16 de Abril de 1945     |

## Chef des Stabes
- GenMaj Wilhelm Speidel, 1 de Fevereiro de 1939 - 19 de Dezembro de 1939
- GenLt Ulrich Kessler, 19 de Dezembro de 1939 - 25 de Abril de 1940
- Oberst Heinz-Hellmuth von Wühlisch, 1 de Maio de 1940 - 9 de Maio de 1940
- GenMaj Dr. Robert Knauss, 9 de Maio de 1940 - 4 de Outubro de 1940
- GenMaj Otto Schöbel, 5 de Outubro de 1940 - 16 de Janeiro de 1941
- GenMaj Heinz-Hellmuth von Wühlisch, 16 de Janeiro de 1941 - 13 de Outubro de 1941
- GenMaj Herbert Rieckhoff, 13 de Outubro de 1941 - 23 de Fevereiro de 1943
- GenMaj Hans Detlef Herhudt von Rohden, 23 de Fevereiro de 1943 - 24 de Agosto de 1943
- GenMaj Klaus Siegfried Uebe, 25 de Agosto de 1943 - 24 de Dezembro de 1944
- Obstlt Paul-Werner Hozzel, 25 de Dezembro de 1944 - 16 de Abril de 1945

No dia 16 de Abril de 1945 foi redesignado Luftwaffenkommando Kurland, tendo absorvido partes do Stab/6. Flak-Division.

## Bases do QG
| 1 de Fevereiro de 1939 - 8.39                    | Berlim                             |
| Agosto de 1939 - Outubro de 1939                 | Henningsholm, near Stettin         |
| Outubro de 1939 - Maio de 1941                   | Berlin                             |
| Maio de 1941 - Julho de 1941                     | Norkitten, near Insterburg         |
| Julho de 1941                                    | Waldlager (Dünaburg)               |
| Julho de 1941 - 17 de Fevereiro de 1944          | Ostrow (there 2.42)                |
| 18 de Fevereiro de 1944 - 27 de Setembro de 1944 | Malpils                            |
| 27 de Setembro de 1944 - 3 de Outubro de 1944    | Riga-Spilve                        |
| 3 de Outubro de 1944 - Novembro de 1944          | Kazdanka (also there 4.3.45)       |
| Novembro de 1944 - Fevereiro de 1945             | Zara                               |
| Fevereiro de 1945 - 16 de Abril de 1945          | Haserpoth (Kurland) [there 1.3.45] |

## Ordem de Batalha
Durante a guerra a Luftflotte 1 teve sob seu comando as seguintes unidades:
- Verbindungsstaffel/Luftflotte 1 (He 111)
- 1. Flieger-Division, 1.2.39 - 22.9.39
- 2. Flieger-Division, 2.39 - 8.39
- 3. Flieger-Division, 2.43 - 10.44
- Luftwaffen-Lehr-Division, 8.39 - 4.10.39
- I. Fliegerkorps, 5.41 - 19.7.42
- VIII. Fliegerkorps, 7.41 - 28.9.41
- Fliegerführer 1, 7.42 - 2.43
- Fliegerführer Ostsee, 1.4.41 - 11.41
- Luftwaffenkommando Ostpreussen, 1.2.39 - 30.9.39
- Jagdabschnittsführer Ostland, 12.43 - 17.9.44
- Gefechtsverband Kulmey, 6.44 apenas
- Luftgau-Kommando I, 8.38 - 1.1.43
- Luftgau-Kommando II, 30.9.39 - 5.41
- Luftgau-Kommando III, 10.37 - 24.3.41
- Luftgau-Kommando IV, 10.37 - 24.3.41
- Luftgau-Kommando VIII, 1.2.39 - 1.4.39
- Luftgau-Kommando Petersburg/Riga, 11.41 - 6.43
- Feldluftgau-Kommando XXVI, 6.43 - 8.44
- Luftgaustab z.b.V. 1, 8.39 - 10.39 e 6.41 - 11.41
- Luftgaustab z.b.V. 3, 8.39 - 10.39
- Luftgaustab z.b.V. 10, 6.41 - 11.41
- IV. Flakkorps, 6.44 (forming)
- 2. Flak-Division, 1.42 - 9.44
- 6. Flak-Division, 4.42 - 16.4.45
- Luftnachrichten-Regiment 1
- Luftnachrichten-Regiment 11
- Luftnachrichten-Regiment 21